# Gymnoscirtetes morsei
Gymnoscirtetes morsei är en insektsart som beskrevs av Morgan Hebard 1918. Gymnoscirtetes morsei ingår i släktet Gymnoscirtetes och familjen gräshoppor. Inga underarter finns listade i Catalogue of Life.